# Jordi Ustrell
Jordi Ustrell Aguilá (Barcelona, 3 de agosto de 1955) es un ingeniero informático. A lo largo de su carrera profesional ha desarrollado proyectos relacionados con tecnologías emergentes, que han dejado huella en la historia de la informática.

## Proyectos

### El desarrollo del primer microordenador español
A finales de la década de los 70, el desarrollo de los primeros microprocesadores hizo posible la aparición de ordenadores de coste y dimensiones asequibles. Esta oportunidad supuso el inicio de una época de gran actividad en el campo de la ingeniería de sistemas informáticos en todo el mundo.
La empresa Eina Informàtica nació siguiendo el camino iniciado en California por los pioneros de esta revolución. Jordi Ustrell fue el presidente y director técnico.
En el año 1979, diseñó el que sería considerado el primer microordenador personal desarrollado en el Estado español.
Posteriormente, desarrolló diversos sistemas informáticos personales y profesionales.

### El CD-ROM y las grandes obras de referencia
El desarrollo en el 1982 del compact disc (CD) por parte de Sony y Philips, y posteriormente de su versión para contener datos llamada CD-ROM, sorprendieron el mundo editorial por la gran capacidad de estos discos y su bajo coste. En esta época, Editorial Marín creó una empresa de ingeniería llamada ComCal, S.A., con la perspectiva de traer las obras de referencia y las bases de datos documentales a los microordenadores. Desde su fundación, Jordi Ustrell fue su director técnico.
ComCal desarrolló un software llamado LST, que convertía en grandes bases de datos las obras de referencia, como las enciclopedias o los vademécum de especialidades farmacéuticas, y hacía que pudieran ser tratados desde los microordenadores. Lo hacía procesando los archivos en formato SGML (precursor del formato HTML del WWW) que utilizaban las imprentas. 
Uno de los proyectos más destacados que Jordi Ustrell dirigió durante este periodo fue la creación del CD-ROM "Diccionario de Medicina Marín", la primera obra en CD-ROM en lengua española (presentada en el salón editorial Liber 87), y el vademécum de especialidades farmacéuticas.

### El desarrollo de Internet
A finales de los 80, se incorporó como director de Innovación Tecnológica en el Banco Sabadell. Desde esta posición, vivió el nacimiento de Internet en España y pudo participar en numerosos proyectos nuevos que la Red propició.
Colaboró con la ISO como miembro del Comité Nacional de Normalización CTN-71/21, sobre interconexión de sistemas abiertos. Las normas OSI de comunicación entre sistemas, que se acabarían asimilando al TCP/IP, el estándar utilizado por DARPA en Internet.
También colaboró en el lanzamiento de la red InfoVía de Telefónica, un intento de crear la Internet española.
Como director de Innovación Tecnológica, impulsó el proyecto de la implantación de Infobanc Web, la primera banca transaccional por Internet en España, presentada en el Primer Congreso Nacional de Usuarios de Internet, Internet World, organizado por la Asociación de Usuarios de Internet en febrero de 1996 en Madrid; así como de la creación de la Pinacoteca Virtual de Banco Sabadell, con motivo de la 1996 Internet World Exposition (primera exposición universal en Internet). Ambos proyectos tuvieron gran impacto en la época.
Ustrell también participó en diversos consorcios para la creación de infraestructuras que darían soporte a negocios basados en la red.

## Reconocimientos
Saül Gordillo ha incluido en su obra Sobirania.cat a Jordi Ustrell, reconociéndolo como uno de los pioneros de Internet.